# 金星 (朝鮮民主主義人民共和国の外交官)
金星（キム・ソン、朝鮮語: 김성、英語: Kim Song、1959年 - ）は、朝鮮民主主義人民共和国（北朝鮮）の外交官、国連大使。2018年より現職の国連大使である。

## 経歴
平壌直轄市出身。父親は、かつて金正日の側近として知られた金容淳。1959年生まれで、これまで北朝鮮外務省で条約や法律を担当する部署の局長を務めていた。在イラン大使館や在オーストリア大使館での在外勤務のほか、 ニューヨークの北朝鮮国連代表部で参事官として勤務した経歴を持つ。2018年9月、前任の慈成男の転出に伴い、大使に就任した。
2020年9月29日、国連総会で一般討論演説を行う。金大使は、朝鮮半島における戦争抑止のため核戦力を含む防衛力が必要であるとの認識を表明した上で、目先の経済的利益を理由に「命のように守ってきた尊厳を売ることはできない」と述べ、同国が安易な核放棄には応じないことを示唆した。